# Mater Ter Admirabilis

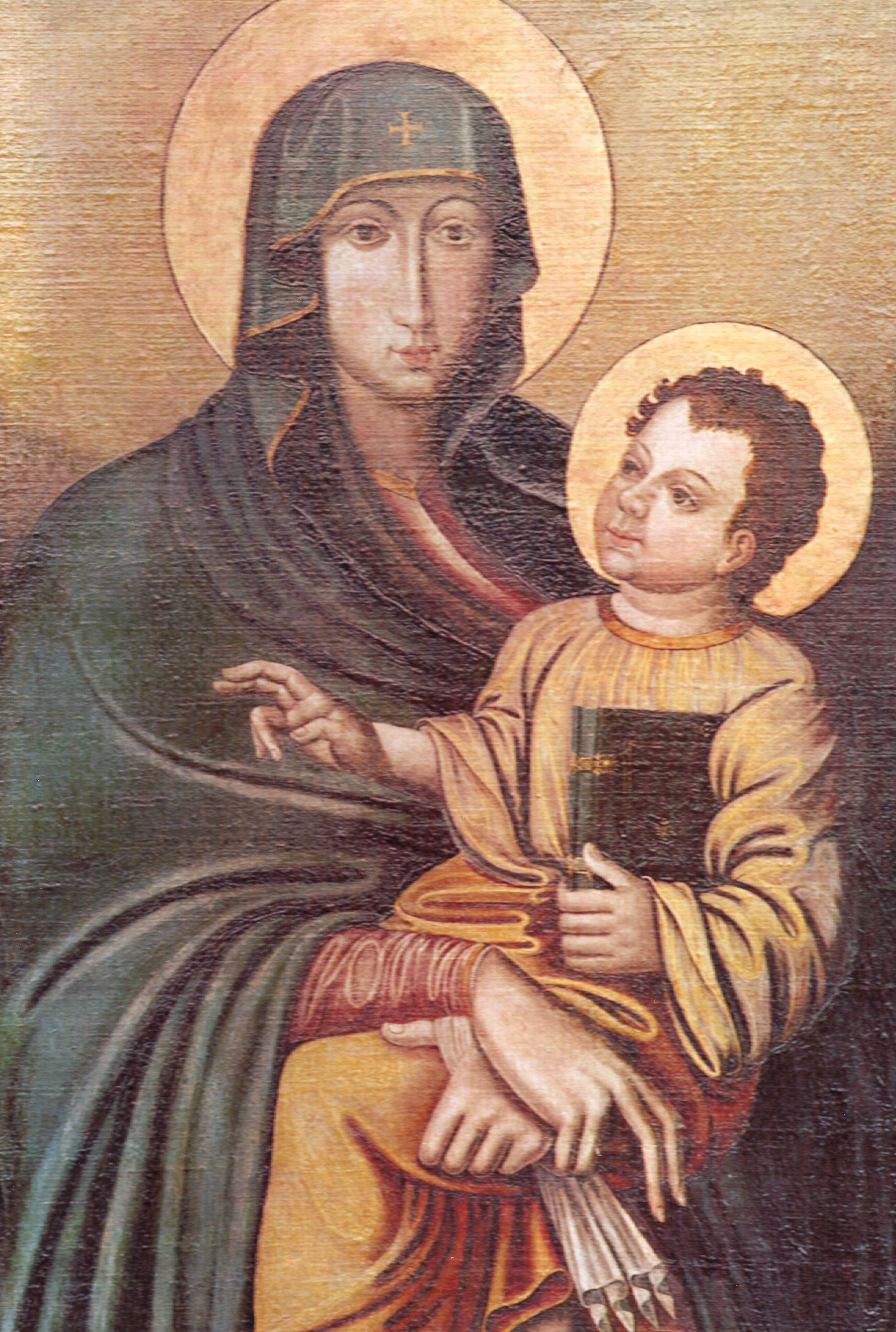
Das Ingolstädter Gnadenbild der Mater Ter Admirabilis

Der lateinische Titel Mater Ter Admirabilis (MTA) beziehungsweise dessen deutsche Übersetzung Dreimal wunderbare Mutter (auch Mutter dreimal wunderbar) ist ein Ehrentitel für die Gottesmutter Maria, der 1604 von Jesuitenpater Jakob Rem geprägt wurde. Heute ist der Marientitel hauptsächlich durch die Schönstattbewegung bekannt.

## Entstehung
Der Titel geht auf die Verehrung eines Marienbildes durch Pater Jakob Rem und die Mitglieder der katholischen Akademiker-Kongregation Colloquium Marianum in Ingolstadt im 17. Jahrhundert zurück. Das Bild ist eine Kopie der Ikone der Salus populi Romani und befand sich seit 1571 in der Konviktskapelle, seit 1881 im Münster. Am 6. April 1604 erkannte Rem beim Gebet der Lauretanischen Litanei in einer Vision, dass der Gottesmutter die Anrufung „Mater admirabilis“ (lat. Wunderbare Mutter) besonders gefalle. Von da an ließ er diese Anrufung jeweils dreimal wiederholen, wodurch das Marienbild  mit der Zeit die Bezeichnung Mater ter admirabilis bekam. Nach einer möglichen Deutung bezieht sich das dreimal wunderbar auf die Bezeichnungen Mariens als Mutter Gottes, Mutter des Erlösers und Mutter der Erlösten.
Die Verehrung der Mater ter admirabilis breitete sich durch die Marianischen Kongregationen weiter aus. Das Bistum Konstanz wurde 1683 an „Maria, die dreimal wunderbare Mutter“ geweiht, das Bistum Eichstätt am 11. Oktober 1942.

## Schönstattbewegung

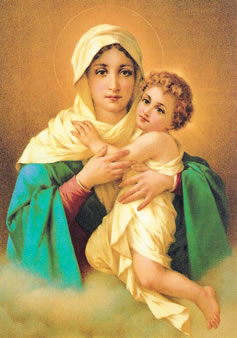
„Zuflucht der Sünder“, MTA-Bild der Schönstattbewegung von Luigi Crosio (1835–1915), gemalt 1898

Seit 1915 wird Maria auch in der Schönstattbewegung als „Mater Ter Admirabilis“ verehrt. Die Internats-Sodalen verbanden sich durch das Liebesbündnis mit der heiligen Maria und nahmen sich vor, nach Heiligkeit zu streben und mit der Hilfe der Gottesmutter aus dem Gründungsort, einer kleinen, verlassenen Friedhofskapelle (heute Urheiligtum) einen echten Wallfahrtsort zu machen. Dabei orientierten sie sich an der durch Jakob Rem begründeten Marienverehrung in Ingolstadt.
Einer der bekanntesten Schüler Kentenichs und Verehrer der MTA war der Sodale Josef Engling, der die MTA sehr verehrte und im Ruf der Heiligkeit als Soldat im Ersten Weltkrieg fiel.
Als Kentenich ein Bild von Maria mit dem Jesuskind („Zuflucht der Sünder“) geschenkt wurde, sollen die jungen Leute zwar nicht sehr begeistert vom Stil des Bildes gewesen sein, es aber dennoch dankbar angenommen haben. Sie sollen sich binnen kurzer Zeit in die Ausstrahlung des Gemäldes „verliebt“ haben, das sie in ihrem Urheiligtum am Hochaltar montierten. Sie nannten die heilige Maria wie in Ingolstadt Mater Ter Admirabilis und das Bild wurde als das MTA-Bild der Schönstatt-Bewegung bekannt.
Heute gilt das MTA-Bild als das wichtigste Symbol der Schönstatt-Bewegung und für viele Katholiken als Gnadenbild. Es ist in jedem Schönstattkapellchen als Altarbild zu sehen und in den Schönstatt-Familien, die versuchen eine modernere Art des katholischen Glaubens zu leben und zu entdecken, ist es üblich, eine zeitgemäßere Form des „Herrgottswinkels“ im Haus zu haben: das Hausheiligtum, das meist auch das MTA-Bild enthält.